# Долгополов, Астафий Трифонович
Астафий Трифонович Долгополов (он же «Иван Иванов» и «Астафий Трифонов»; 1725 — между 1797 и 1800) — мошенник и политический авантюрист, пытавшийся обманывать обе противоборствующие стороны пугачёвщины, как самого Пугачёва, так и государственных чиновников, вплоть до Екатерины II. Масштабная и опасная авантюра Долгополова заняла всего несколько месяцев, на протяжении которых он проехал значительные расстояния по России в разных направлениях.

## Биография
Родился в Ржеве, где и занимался в дальнейшем купеческими делами. По вероисповеданию старообрядец. В 1758—1762 был поставщиком фуража ко двору великого князя Петра Фёдоровича, впоследствии императора Петра III.
Узнав о начале восстания яицких казаков и о том, что его предводитель Емельян Пугачёв выдаёт себя за Петра III, 49-летний Долгополов (по меркам того времени уже человек в летах) начал свою игру, явившись 21 июня 1774 года в лагерь Пугачёва под крепостью Осой. Согласно материалам следствия, в ставку Пугачёва Долгополова привёл Канзафар Усаев, один из важнейших сподвижников предводителя восстания, имевший у него чин «бригадира». Долгополов отрекомендовался московским купцом Иваном Ивановым, «посланцем» от недавно женившегося цесаревича Павла Петровича. Передал самозванцу подарки от «сына» (сапоги, шляпу и перчатки) и от «невестки» Натальи Алексеевны («два камня») и заверил Пугачёва в том, что цесаревич будет оказывать «отцу» всяческую помощь и выступит, таким образом, против матери. Кроме того, Пётр III был свергнут в 1762 году и погиб, так и не успев расплатиться с Долгополовым за овёс. Об этом долге (в 1500 рублей) «эмиссар цесаревича» также не преминул напомнить самозванцу.
Пугачёв быстро разгадал замысел Долгополова и оставил его в своей ставке, предупредив, чтобы тот не говорил лишнего. В дальнейшем они по взаимной договорённости публично признавали друг друга «настоящими» — Долгополов уверял пугачёвцев, что их предводитель — подлинный Пётр III, а тот объявлял «Иванова» послом Павла (по данным следствия, Пугачёв «не входил в подробности узнать, от кого оные [подарки] присланы, радуяся только тому, что сей доброхот столь много преклонил к нему народу»). Никаких денег Долгополову за это выплачено не было, кроме 50 рублей на обратную дорогу. Впрочем, отчасти Пугачёв слушался его советов, например, в своих показаниях он заявил, что надумал «идти к Казани» из-за советов Долгополова, уверявшего, что к Казани должен подойти со своими войсками Павел.
Спустя несколько недель «Иван Иванов», разочаровавшись в Пугачёве, придумал поживиться в противоположном лагере — а именно сообщить властям о планах казаков выдать Пугачёва правительству и получить на поимку самозванца деньги. (Впоследствии, как известно, казаки действительно устроили заговор и выдали Пугачёва, но Долгополов выдумал заговор тех предводителей, которые на самом деле остались с Пугачёвым до конца — Овчинникова, Перфильева и других). Долгополов не без труда, после долгих настойчивых просьб и обещаний, покинул Пугачёва в июле 1774 г. и получил от него деньги на дорогу. По показаниям Пугачёва в следственной комиссии, он пошёл на этот шаг, чтобы окружающие видели, что он желает подмоги от цесаревича Павла. В материалах комиссии в Симбирске этот эпизод изложен так:

Когда злодей перешел за Волгу, то он, Иван Иванов, называющейся купцом, пред всею толпою просился в Москву и Петербург, говоря так: «Время теперь, батюшко, мне от тебя, надежа-государь, ехать возвратно, — примолвя дерзновенно, — к твоему Павлу Петровичу, и объявить ему, что уже ваше величество перешел с армиею за Волгу, и чтоб он поспешал с обещанною силою к тебе на помощь скорее». Злодей, слыша оные слова, хотя знал, что посылать к его высочеству не есть дело возможное, но, отправляя его при всем народе, высыпал ему из полы своей 50 рублев и отпустил в Москву, дабы тем утвердить в мыслях невеж, что он, злодей, не только не самозванец, но и ожидает подкрепления себе.

В Чебоксарах Долгополов написал от лица 324 казаков, якобы готовых выдать Пугачёва, письмо князю Г. Г. Орлову. Через месяц он уже был в Петербурге и вручил письмо Орлову лично, назвавшись «яицким казаком Астафием Трифоновым» (то есть настоящим именем и отчеством, но без фамилии). Орлов устроил Долгополову аудиенцию у Екатерины II в Царском Селе, и та, не разгадав в отличие от Пугачёва целей мошенника, выдала «казаку Трифонову» в награду 2000 рублей, а затем снарядила на поимку Пугачёва секретную экспедицию капитана А. П. Галахова, выдав ей 32 тысячи рублей золотыми империалами для вознаграждения «заговорщиков».
Долгополов поехал на Нижнюю Волгу вместе с экспедицией Галахова. До Царицына она добралась только 1 сентября 1774 года, когда Пугачёв уже потерпел решающее поражение от И. И. Михельсона и бежал за Волгу. «Астафий Трифонов» выпросил у Галахова 3100 рублей казёнными деньгами для того, чтобы с небольшим отрядом искать Пугачёва самостоятельно. Узнав о том, что самозванец пойман, действительно своими людьми, и доставлен в Яицкий городок, Долгополов скрылся с деньгами и отправился на родину, в Ржев, где разыскивался по обвинению в неуплате долга.
Тем временем следствие, в руках которого был уже сам Пугачёв, пришло к выводу о том, что «Иван Иванов», «Астафий Трифонов» и находящийся в розыске ржевский банкрот Долгополов — одно лицо. 1 октября 1774 Долгополов прибыл в Ржев, на другой день был арестован, а 12 октября этапирован с конвоем в Петербург. Предстал перед Тайной экспедицией Сената в Петербурге, а затем на пугачёвском процессе в Москве. Московский губернатор князь М. Н. Волконский, руководивший следственными мероприятиями по делу Пугачёва, писал Екатерине II по случаю дознания, что Долгополов — «человек не только коварный, но и весьма дерзкий и не робкий». По приговору Сената 10 января 1775 г. Долгополов, который «разными лжесоставленными вымыслами приводил простых и легкомысленных людей в вящшее ослепление», был наказан кнутом, заклеймлён и отправлен пожизненно на каторжные работы в Рогервик (Балтийский порт). Приговор особо предписывал Долгополова (в отличие от четырёх других приговорённых к той же мере наказания, в том числе Канзафара Усаева) «сверх того, содержать в оковах». Эпизод, из которого следовало, что среди этих «простых и легкомысленных людей» оказалась императрица, в приговоре не был указан.
Долгополов пережил Екатерину; известно, что в июле 1797 г. 72-летний авантюрист был ещё жив. В составленном в этом месяце документе о крещении младенца, родившегося в семье солдата в Рогервике, упоминается, что его крестным отцом был Астафий Долгополов. В том же году был составлен список ссыльных пугачёвцев в Балтийском порту, где указано, что Долгополов по-прежнему содержится в оковах, но «болезней не имеет». В аналогичном документе, относящемся к 1800 г., фигурируют уже только двое живых каторжников: Усаев и башкир Салават Юлаев; очевидно, Долгополов к тому времени уже умер.